# Letecké neštěstí na Tenerife 1977
Letecké neštěstí na ostrově Tenerife se událo 27. března 1977 v podvečer uprostřed vzletové a přistávací dráhy na letišti Los Rodeos (nyní Letiště Tenerife Sever) v horách na ostrově Tenerife. Vinou řady nešťastných náhod a nedorozumění došlo ke srážce dvou velkokapacitních letadel Boeing 747 společností Pan Am a KLM startujících z jedné odletové dráhy, při které zemřelo 583 lidí. Jde o dosud nejtragičtější leteckou katastrofu v dějinách, nepočítáme-li teroristické útoky 11. září 2001.

## Letouny

### Let Pan Am 1736
Boeing 747-121 „Clipper Victor“ americké letecké společnosti Pan Am mířil coby letecký speciál z Los Angeles do Las Palmas na ostrově Gran Canaria. Na palubě měl 380 cestujících a 16 členů posádky. Většina cestujících byla starších než 55 let a z ostrova Gran Canaria měli vyplout výletní lodí na okružní cestu po Středozemním moři. Během krátkého mezipřistání v New Yorku přistoupilo na palubu několik dalších cestujících a vyměnila se posádka. Letadlo dále pilotovali kapitán Victor Grubbs a první důstojník Robert Bragg. Palubním inženýrem byl George Warns.

### Let KLM 4805
Letoun Boeing 747-206B „Rijn“ nizozemské společnosti KLM (235 cestujících, 14 členů posádky) na pravidelné lince letěl z Amsterdamu též na letiště v Las Palmas. V Las Palmas měl natankovat, nabrat cestující vracející se z dovolené a odletět zpět do Amsterdamu. Z Amsterdamu v něm cestovalo 235 cestujících, většinou mladých rodin s dětmi, a 14 členů posádky. Letadlo pilotoval kapitán Jacob Veldhuyzen van Zanten, tehdy jeden z nejlepších pilotů společnosti, letecký instruktor a tvář reklamní kampaně KLM. Letáky s jeho fotografií se nacházely mezi propagačními materiály pro cestující. Kopilotem byl dvaatřicetiletý Klaas Meurs, který se pro létání se 747 kvalifikoval teprve dva měsíce předtím. Palubním inženýrem letadla KLM byl Willem Schreuder.

## Události před nehodou

### Teroristický útok v Las Palmas
Krátce před přistáním obou letadel v 13:15 v terminálu na letišti v Las Palmas vybuchla malá bomba, kterou umístila separatistická organizace Fuerzas Armadas Guanchas. Podle FAG se na letišti nacházela další bomba. Letiště bylo evakuováno, uzavřeno a prohledáno policií, lety odkloněny na Los Rodeos na Tenerife. Boeing PanAm měl dostatečné rezervy paliva, a tak posádka požádala o povolení místo odklonu doletět nad Las Palmas a počkat ve vzduchu na otevření letiště. Žádost byla ale zamítnuta.

### Přetížení letiště Los Rodeos
Letoun PanAm přistál jako pátý a poslední odkloněný let v pořadí. Na bývalém vojenském letišti Los Rodeos s jedinou ranvejí se v tu chvíli ocitlo nečekané množství letadel. Běžný provoz na letišti byl cca stejný jako na Las Palmas a přistávaly na něm běžně i Boeingy 747 (jeden z nich byl dokonce tou dobou na letišti) s tím rozdílem, že Los Rodeos sloužilo převážně pro lety mezi ostrovy. V neděli byli ve věži jen dva dispečeři, přičemž na takový nápor nebyl nikdo připraven.
Letiště nebylo schopné zajistit pro takové množství cestujících odpovídající zázemí, stravování apod. Posádky čekaly v letadlech na přeplněné pojezdové dráze. Cestující z letounu KLM vystoupili a čekali na letišti, posádka je ale po dvaceti minutách zavolala zpět do letadla, protože letiště Las Palmas mohlo být kdykoliv znovu otevřeno - letoun KLM stál jako první v řadě před vjezdem na ranvej a patrně by odstartoval jako první. Cestujícím z letadla PanAm, které dorazilo jako poslední, nebyl vůbec povolen vstup na přeplněné letiště, takže museli počkat v letadle. Posádka otevřela kokpit a povolila cestujícím jít se podívat dovnitř a povídat si s piloty.

### Dotankování nádrží

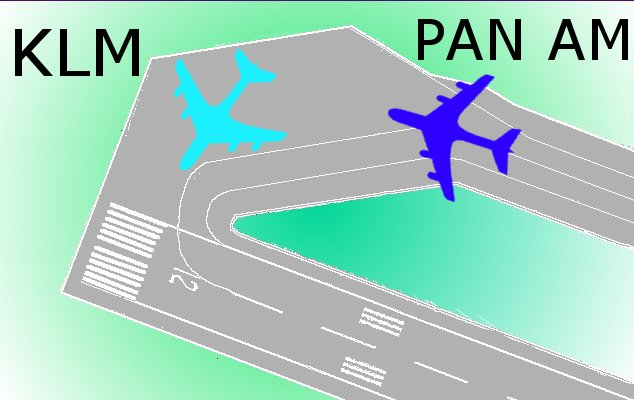
Pozice letounů KLM a Pan Am, který byl nucen čekat na doplňování paliva nizozemského letadla, protože se ocitl bez dostatečného prostoru nutného pro vstup na trať.

Posádku Boeingu KLM navíc tlačil čas, protože podle nových předpisů KLM, které stanovovaly posádkám maximální počet hodin bez odpočinku, by v případě velkého zpoždění musel být let odložen, dokud nedorazí z Nizozemí čerstvá posádka. Bylo by potřeba zajistit cestujícím a posádce přenocování v hotelu. To by bylo drahé a navíc by to přivodilo komplikace a další zpoždění. Kapitána Veldhuyzena van Zantena to jako pilota zajímat nemuselo, jako vedoucího leteckého instruktora a tedy člena managementu firmy KLM mu to ale dělalo starosti. Jako pilot byl ovšem zodpovědný za případné překročení této doby během letu a celé posádce by hrozil trestní postih.
Veldhuyzen van Zanten si byl vědom, že pokud odstartuje do 18:00, stihne se dostat zpět do Amsterdamu bez problémů. Rozhodl se tedy nechat dotankovat poloprázdné nádrže a minimalizovat tak dobu strávenou na letišti Las Palmas na cca dvacet minut, než se vymění cestující a přeloží zavazadla. S tankováním by totiž zpoždění vzrostlo o další hodinu.
Krátce poté ale bylo letiště v Las Palmas opět otevřeno a všechna letadla mohla postupně začít startovat. Kolem tankujícího letadla KLM postupně projela na runway a odstartovala ostatní tři menší letadla. Poslední Boeing PanAm rovněž dostal povolení k odletu, vzhledem k velikosti obou letadel ale musel zůstat ve frontě. První důstojník a palubní inženýr vystoupili ven a zjistili, že kolem letadla KLM nelze projet. Chyběly pouhé 4 metry. Kapitán letadla PanAm Victor Grubbs se přes vysílačku zeptal posádky druhého Boeingu, jak dlouho jim bude tankování trvat. Odpověď zněla „Kolem 35 minut.“. Nezbývalo než dále čekat.

### Povětrnostní podmínky
Letiště Los Rodeos leží relativně vysoko v horách v nadmořské výšce 600 metrů. Spolu s okolním charakterem prostředí (hory a masy vody Atlantského oceánu) se celá oblast často stává místem, kde se potkává horký vzduch z rozpálených pláží se studenými větry vanoucími od moře a nad ostrovem se ve větších výškách vytvářejí mraky. Ty se drží okolo horského masivu nad Tenerife a je celkem běžné, že spodní hrana oblačnosti klesne pod kritickou výšku 600 m nad mořem a pokryje mlhou celou náhorní planinu včetně letiště. Přesně to se stalo i v osudný den. Počasí se prudce zhoršilo a viditelnost začala rapidně klesat krátce poté, co obě letadla vjela na runway.

## Události nehody

Schéma letiště a tras obou Boeingů 747

Letadlo KLM dotankovalo a kapitán požádal věž o povolení přejet na začátek vzletové dráhy. Letiště disponovalo (a dodnes (2018) disponuje) jedinou asfaltovou runwayí o délce 3400 metrů a jednou souběžnou pojezdovou drahou. Ty jsou propojeny na obou koncích krátkými kolmými spojovacími drahami a mezi těmito krajními spojkami jsou ještě také další 4 spojovací dráhy, které vybíhají z runwaye pod různými úhly. Řídící věž povolila Boeingu KLM přejet na začátek vzletové dráhy, ale kvůli povětrnostním podmínkám mu nařídila vzlet z přesně opačného konce dráhy, než na kterém se nacházel. Stejným směrem vyslala řídící věž i Boeing Pan Am. Za normálních okolností by oba letouny pojížděly na opačný konec letiště po souběžné pojezdové dráze, kterou ale blokoval třetí Boeing 747 belgické letecké společnosti Sabena. Letadla se tak nemohla dostat ani ke spojovací dráze C1, ale mohla bez problémů vyjet na runway a na druhý konec letiště se dostat právě po ní. Přesně v ten okamžik začala mlha houstnout a obě pomalu jedoucí letadla zmizela dispečerům z dohledu.

### Hledání odbočky

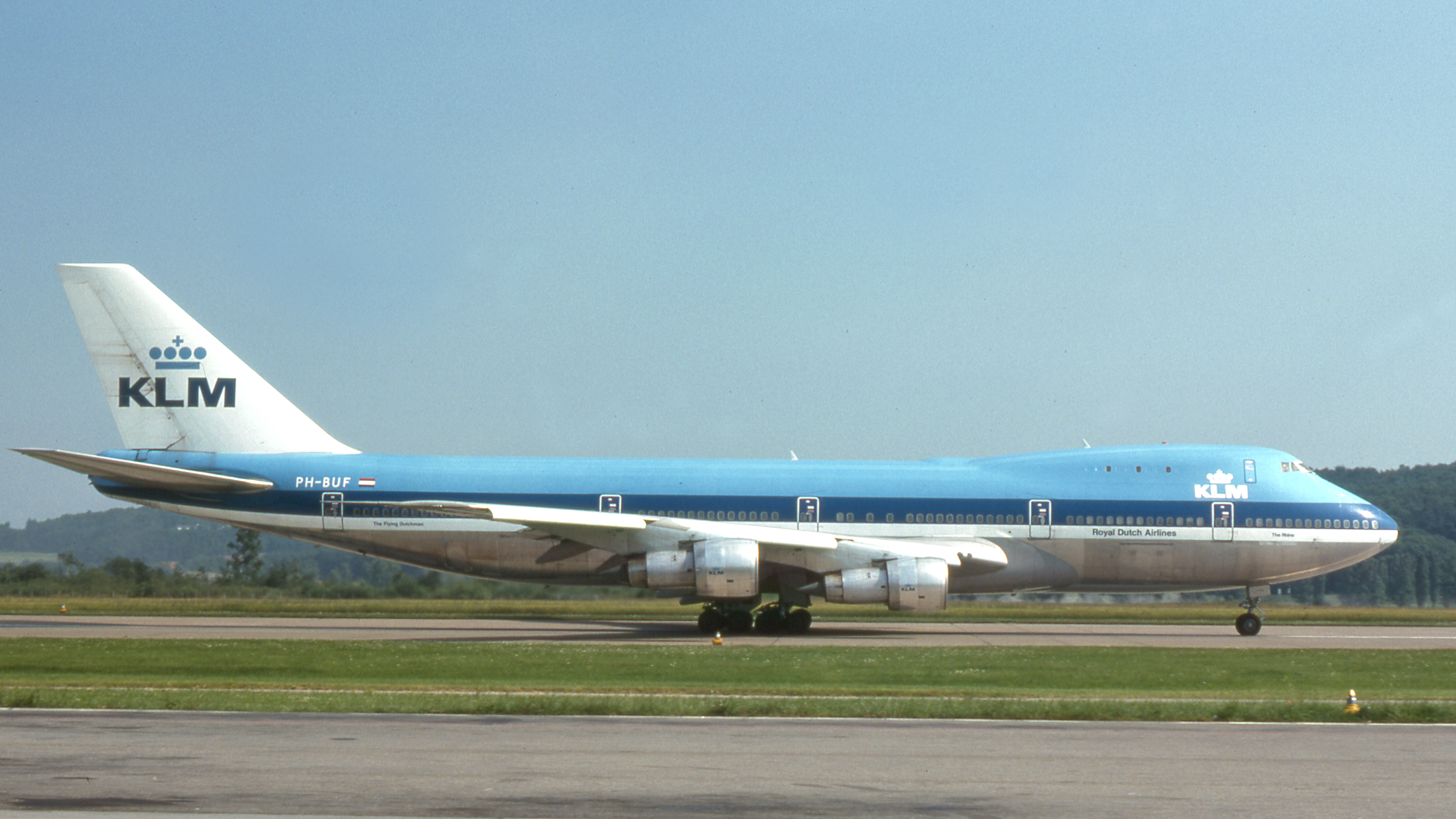
Kolize zničila Boeing 747-206B Rijn společnosti KLM

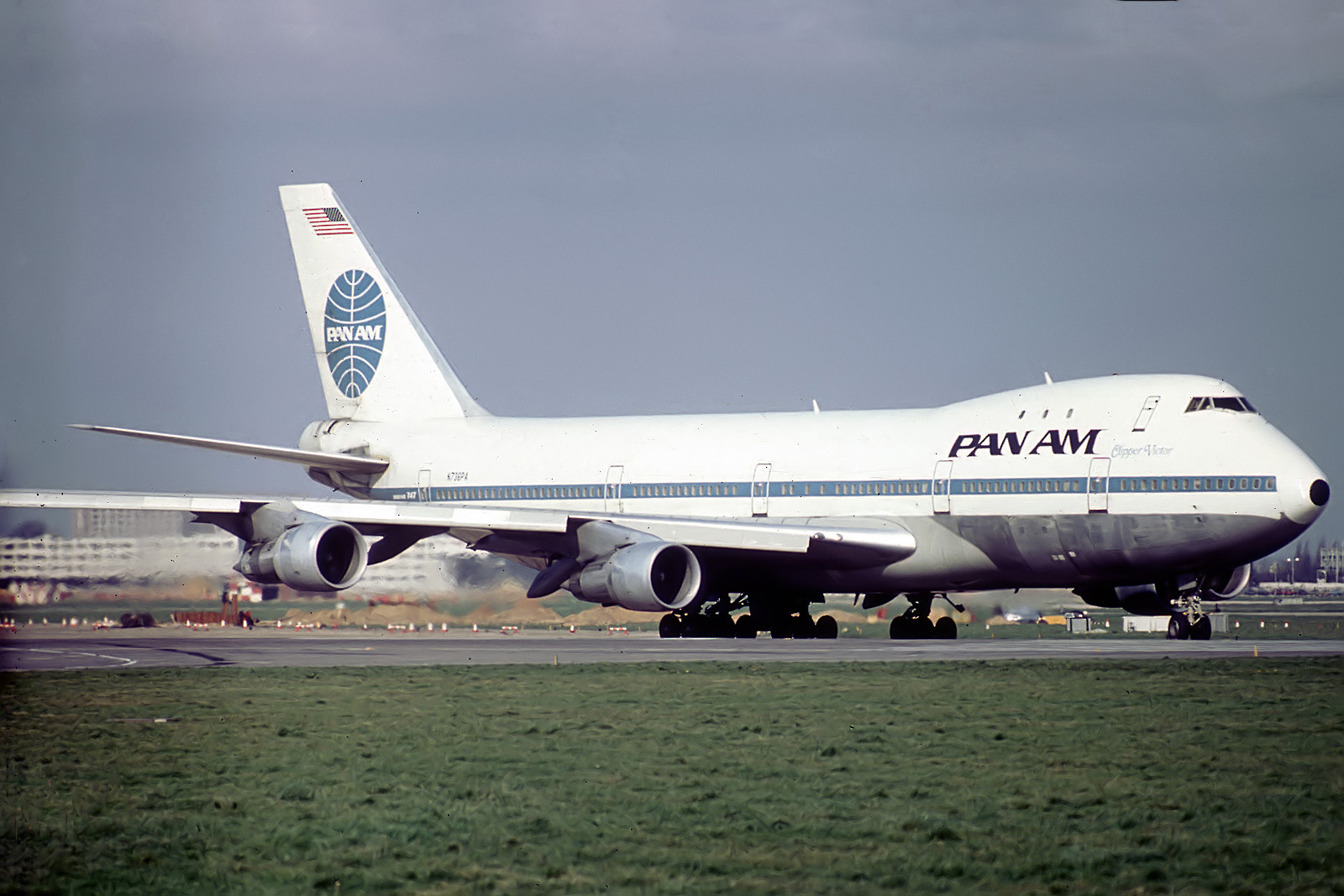
Kolize zničila Boeing 747-121 Clipper Victor společnosti Pan Am

Zatímco letadlo KLM pojíždělo po runwayi na její druhý konec poměrně rychle, letadlo Pan Am muselo asi v polovině dráhy zpomalit. Posádka dobře věděla, že musí runway opustit, uvolnit ji pro start letounu KLM a dojet na druhý konec runwaye po volné části pojezdové dráhy (taxiway). Kapitán Pan Am Victor Grubbs tedy požádal řídící věž o informaci, kterou spojovací drahou má runway opustit. Z věže dostal informaci, že to má být v pořadí třetí dráha (dráhy tehdy nebyly označeny, proto dispečeři nepoužili jejich názvy). Posádka začala v houstnoucí mlze počítat spojovací dráhy, ale malá viditelnost je neumožňovala rozeznat na dostatečnou vzdálenost a kapitán tedy postupně snížil rychlost stroje téměř na rychlost chůze. Boeing se v tu chvíli pohyboval jen tak pomalu, jak to dovoloval velmi omezený výhled z výšky deseti metrů na dráhu přímo před kabinu stroje, kde se pilot spolu s kopilotem snažili rozeznat správnou odbočku.
Když ji našli, zjistili, že jde o spojku, která nevybíhá z runwaye kolmo, ale pod úhlem 135 stupňů. Do takové dráhy nebyl obrovský Boeing schopen bezpečně odbočit. Kopilot však na nákresu letiště viděl, že jen 200 metrů odtud je spojka C4, která je se sklonem 45° pro Boeing zcela ideální. Při následné rádiové komunikaci se kapitán snažil ověřit, jak to dispečeři s „třetím“ výjezdem mysleli, nedostali ale jasnou odpověď.
Bylo logičtější použít spojku C4, protože by zavedla letoun na ten konec runwaye, ze kterého měl odletět letoun KLM, a ne na druhou stranu, odkud obě letadla po runwayi přejížděla. Boeing Pan Am se tedy velmi pomalu sunul o dalších 200 metrů dále.
V tu chvíli letoun KLM dojel ke konci runwaye, otočil se o 180° a vyčkával. Šlo o poměrně neobvyklý a vzhledem k velikosti letadla složitý manévr. Momentální viditelnost na letišti klesla k hodnotě 800 metrů. Ta byla na tomto letišti podle tehdy platných pokynů hranicí, pod kterou musel být provoz na letišti zcela zastaven. Piloti KLM slyšeli ve sluchátkách opakované dotazy letounu Pan Am na spojovací dráhu, ale v mlze jej před sebou nemohli vidět. Letiště tehdy nedisponovalo pozemním radarem, takže dispečeři v mlze nedohlédli na runway, kde měli dvě velká jumba a pravděpodobně proti sobě. Nemohli si to ale nijak ověřit, protože ani dalekohledem se jim nepovedlo dohlédnout na runway a letadlo PanAm stále nehlásilo vjezd na spojovací dráhu ani přejezd kolem odbočky C3.

### Start bez povolení

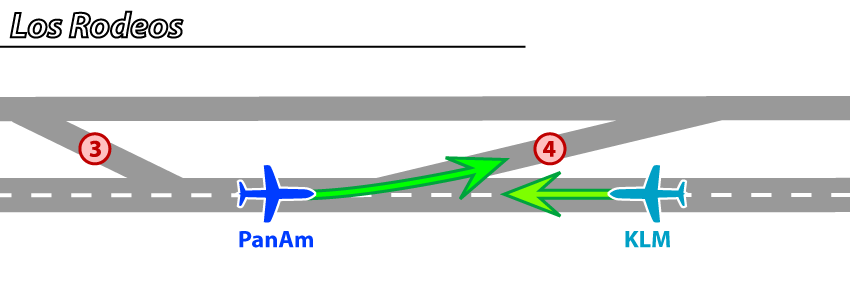
Situace krátce před střetem

Kapitán letounu KLM si uvědomoval, že provoz na letišti může být kvůli špatné viditelnosti každou chvíli zastaven, a připravil letadlo ke startu. Zavolal řídící věž o povolení ke startu, což je povinností kopilota. Na žádost po zapnutí navigačních světel v ose dráhy se dozvěděl, že jsou mimo provoz. První důstojník znovu požádal věž o povolení k letu a dostal povolení ATC, tedy povolenou letovou dráhu po startu. To nedovoluje start samotný, po jeho obdržení ale lze očekávat povolení ke startu každou sekundou. Stejným způsobem jako letadla Pan Amu a KLM totiž předtím přejely na druhý konec dráhy a odstartovaly dva menší Boeingy.
V tu chvíli se pilot Boeingu KLM dopustil jedné z nejzákladnějších chyb, jaké může pilot jakéhokoliv letadla udělat. Komunikace mezi prvním důstojníkem a dispečerem ohledně startu letadla byla nejasná a nestandardní, přesto kapitán Veldhuyzen van Zanten místo dalšího dotazu bez váhání odbrzdil podvozek a zatáhl za páky motorů. Palubní inženýr, který rovněž poslouchal příjem z věže, nejistě upozornil na fakt, že letadlo PanAm možná ještě neopustilo runway, oba piloti si ale byli jistí opakem.
V ten okamžik se obě letadla nacházela asi 1000 metrů od sebe. Posádka Boeingu Pan Am již našla spojku C4 a pomalu na runwayi otočila letadlo vlevo se záměrem runway uvolnit. K dokončení celého manévru jí zbývalo asi 30 sekund. Kopilot si náhle všiml, že mlhu po jeho pravé ruce prořízla přistávací světla Boeingu KLM a po chvíli zjasněla. Asi devět sekund před srážkou bylo jasné, že letoun KLM skutečně odstartoval bez povolení. Kapitán Grubbs okamžitě zatáhl za páky motorů a vybudil je k maximálnímu tahu. Tato rychlá reakce pravděpodobně zachránila život posádce a cestujícím v přední části letadla.
Asi dvě sekundy před nárazem letadlo KLM nabralo rychlost nutnou ke vzletu (cca 300 km/h). Kopilot Meurs, který sledoval rychloměr, to oznámil kapitánovi. Přibližně v tentýž okamžik před sebou kapitán Veldhuyzen van Zanten uviděl obrys Boeingu Pan Am. Bylo mu jasné, že se blíží katastrofa. Letadla byla v tu chvíli od sebe 300 až 500 metrů. Zabrzdit nemohl a jediná možnost, jak se vyhnout srážce, bylo zvednout letadlo do vzduchu a překážku nadletět. Zvedl přední podvozek natolik, že ocas letadla se odíral o plochu a odlétaly od něj jiskry.

### Střet

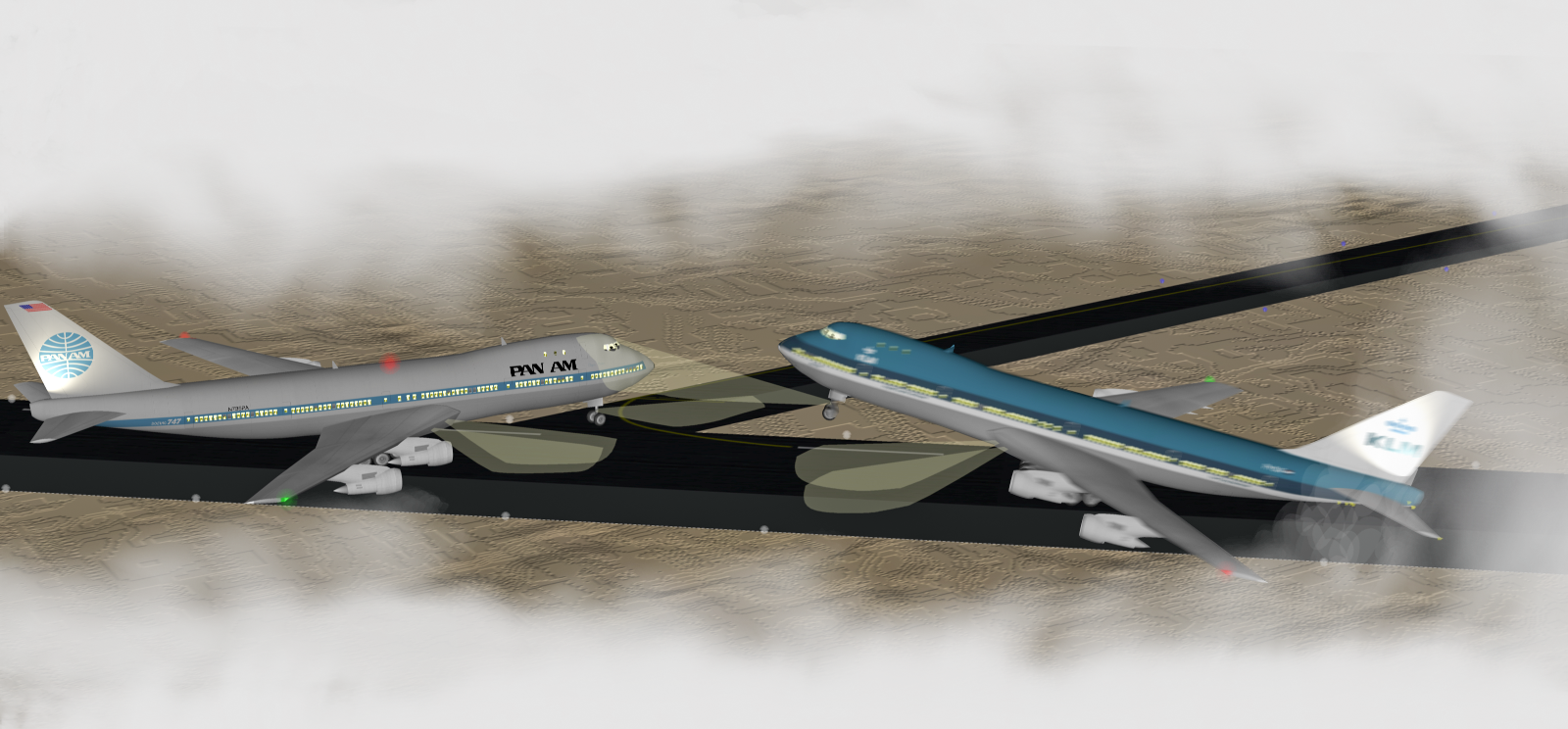
Počítačová rekonstrukce kolize

Animace srážky

Ačkoliv se pilot KLM snažil svůj startující stroj donutit k maximálnímu výkonu a k odlepení od země co nejdříve, na odvrácení tragédie to nestačilo. Letoun, zatížený plně natankovanými nádržemi, se sice vznesl, ale podvozkem a motory pověšenými pod křídly odtrhl horní část trupu amerického letadla. Samo těžce poškozené a neovladatelné letadlo KLM dopadlo o 150 metrů dále na runway, explodovalo, dalších 300 metrů klouzalo po dráze a přitom se pootočilo o 90°. Výbuch palivových nádrží okamžitě zabil všechny na palubě letounu KLM.
Pravobok a nejvyšší paluba letadla PanAm byly nárazem zcela zničeny. Někteří cestující, kteří přežili náraz, se dostali ven z letadla na levé křídlo dírou v trupu na levoboku. Další zůstali uvěznění pod zříceným stropem. Z horní paluby se zachránila jen posádka kokpitu, kterému byl při srážce utržen strop. Posádka musela seskočit nebo sešplhat z patnáctimetrové výšky po plášti letadla, protože všechny únikové cesty byly zničeny. Na pokyn posádky cestující seskákali z křídla a vzdálili se od letadla, které mohlo každou chvíli explodovat. Motory stále běžely, při nárazu byly totiž zničeny ovládací panely a pilotům se nepodařilo je vypnout. Během evakuace jeden z motorů explodoval.

### Záchranná akce
Mlha přenesla zvuky exploze až na věž, ve které až nyní zjistili, že něco není v pořádku. Neviděli, co se děje, ale okamžitě na místo povolali záchranáře. Vzhledem k událostem na letišti Las Palmas se nejprve domnívali, že u palivových nádrží vybouchla bomba. Nemohli se však spojit ani s jedním z obou letadel na runwayi. Informaci o tom, že na runwayi něco hoří, dostali paradoxně od jiného malého letadla, které v ten okamžik kroužilo na vyčkávacím okruhu a čekalo na povolení k přistání. Jeho posádka v mlze viděla stoupající kouř a v mezeře mezi mraky zahlédla i plameny.
Záchranná vozidla z letiště, nedostatečně vybavená pro případ větší nehody, se k hořícímu letadlu KLM dostala se zpožděním, protože musela prokličkovat mezi parkujícími letadly. Letadlo bylo zcela v plamenech, podle svědků z něj byla vidět jen zadní část ocasu a kormidlo. Nikdo z hasičů a zasahujících lékařů v tu chvíli netušil, že se o 450 metrů dále v husté mlze nachází další letadlo, které je zničené jen částečně a ve kterém zůstalo uvězněno mnoho zraněných cestujících.
Poté, co hasiči zčásti uhasili hořící letadlo KLM, se několik vozidel vydalo k druhému zdroji kouře, který považovali za část letadla KLM, ale zjistili, že jde o další velký hořící Boeing. Všechny záchranné týmy se poté přesunuly k němu, protože na letadle KLM už nebylo co zachraňovat. Podle svědků dorazila pomoc až po několika desítkách minut, když už letadlo zcela shořelo a pro cestující, kteří přežili náraz a nedostali se z letadla ven, už bylo pozdě.
Vedení letiště po zjištění rozsahu katastrofy vzhledem k nedostatečnému počtu sanitek otevřelo obvodové brány a požádalo o pomoc všechny z okolí, kteří mají doma auto. Zraněné cestující z amerického letadla odvozili do nemocnice místní lidé a taxikáři.

## Následky

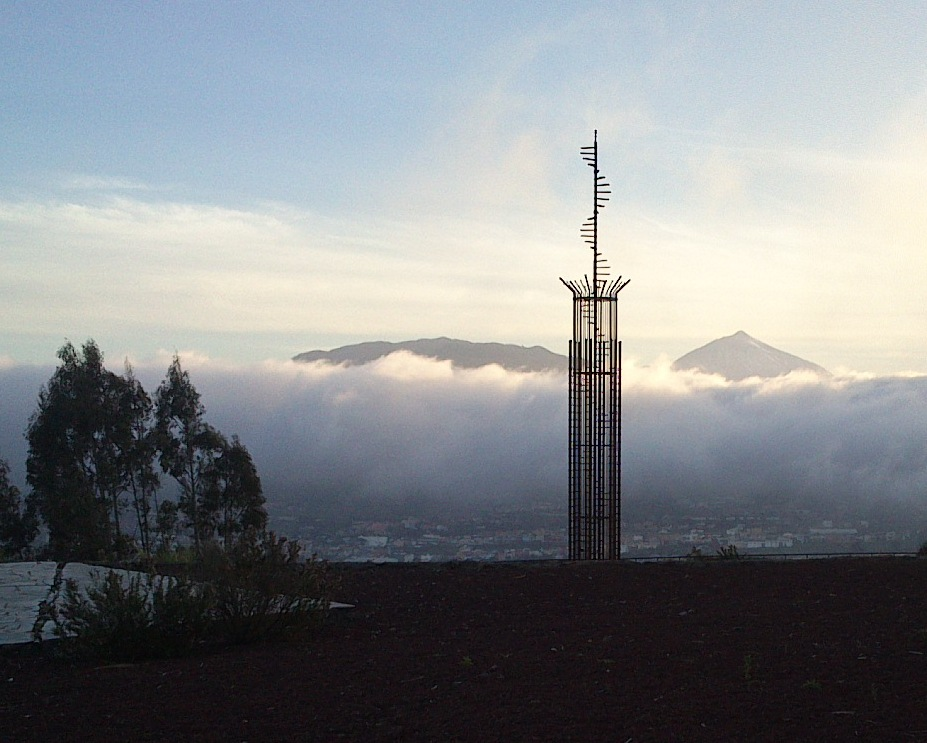
Památník (2015)

Ze startujícího letadla KLM nepřežil nikdo, všech 248 lidí na palubě zahynulo při výbuchu palivových nádrží po srážce. Z cestujících přežila pouze průvodkyně, Robina van Lanschot, která se rozhodla po přistání vystoupit z letadla a navštívit svého přítele v Puerto de la Cruz.
Během evakuace letadla PanAm se před příjezdem hasičů zhroutila konstrukce trupu a pohřbila pod sebou všechny, kteří se nedostali ven, a exploze motoru na levoboku zabila stevardku. Zachránilo se 70 lidí, devět z nich ale v nemocnici podlehlo zraněním a popáleninám. Přežilo 54 cestujících a 7 členů posádky včetně pilotů a palubního inženýra. Součet tedy činí 583 mrtvých.
Obě letadla poté zcela zdevastoval požár, původně méně poničený stroj Pan Am paradoxně více, neboť hasiči se k němu dostali příliš pozdě.
Nizozemská vyšetřovací komise se v závěrečné zprávě zdráhala označit jako viníka kapitána Veldhuyzena van Zantena a posádku letounu KLM a poukazovala na nejasnosti v postupu dispečerů a vybočení letounu PanAmu z příkázané trasy. Naopak společnost KLM okamžitě převzala zodpovědnost za nehodu, jako jedna z prvních leteckých společností vůbec obvinila z chyby vlastního pilota a v souladu s mezinárodními ustanoveními pozůstalým vyplatila odškodnění mezi 58 000 a 600 000 USD. Odškodné se odvíjelo dle situace pozůstalých (nejvyšší odškodné získaly dvě děti, které přišly o oba rodiče). KLM rovněž všem rodinám poradila kontaktovat právníka a nabídla, že zaplatí případné výdaje. Nikdo z pozůstalých si na postup společnosti nestěžoval.

## Vyšetřování
Podle platných předpisů se na vyšetřování podobné „mezinárodní“ tragédie účastní všechny zainteresované strany. V tomto případě Španělsko, na jehož území k tragédii došlo, Nizozemsko, Spojené státy americké a obě letecké společnosti. Vyšetřování se účastnilo cca 70 expertů. Nizozemští vyšetřovatelé dorazili brzy ráno druhého dne náhradním Boeingem 747, který přiletěl pro čekající cestující do Las Palmas. Španělská armáda, pod kterou tamní úřad pro šetření leteckých neštěstí spadal, tou dobou stále vyprošťovala těla obětí z letadel a odvážela je do hangáru.
Zahájení šetření provázely zmatky a hysterie. Šlo o tragédii dosud nevídaných rozměrů a dodnes jde o největší letecké neštěstí co do počtu obětí.
Letecká společnost KLM se marně pokoušela kontaktovat kapitána Veldhuyzena van Zantena, který poslední měsíce trénoval piloty Boeingů 747 a měl být poslán na místo nehody jakožto jeden z expertů, než se zjistilo, že byl účastníkem nehody. Během vyšetřování vyšlo najevo, že kopilot Klaas Meurs získal kvalifikaci pro létání s Boeingem 747 dva měsíce před nehodou právě od kapitána van Zantena. Objevily se proto spekulace, že se neodvážil zasáhnout, ačkoliv se kapitán před startem choval nestandardně.
Španělská armáda zpočátku nechtěla experty ostatních zemí na místo tragédie vůbec vpustit. Nizozemští experti dostali časově omezené povolení k identifikaci obětí před jejich repatriací do Nizozemí, američtí, kteří dorazili později, nedostali povolení vůbec a identifikaci museli provést až v USA. Podle španělských zákonů muselo být posmrtné ohledání dokončeno do 48 hodin po tragédii. Nizozemští experti a španělští vojáci, kteří pomáhali s identifikací, pracovali 40 hodin pouze s čtyřhodinovou pauzou. Zatímco Holanďané přespali v blízkém hotelu, Španělé spali v hangáru mezi mrtvými těly a rakvemi. Nizozemcům se povedlo identifikovat cca 80 % obětí, Američanům cca 60 %.
Nehoda neměla žádné očité svědky. Ze začátku se zvažovala i možnost teroristického útoku, brzy ale začaly vycházet najevo nesrovnalosti – vrak letadla PanAmu se nacházel před výjezdem na spojovací dráhu C4, ačkoliv měl opustit runway drahou C3 a na nahrávce komunikace mezi řídící věží a letadly z dispečinku nezaznělo povolení ke startu pro letadlo KLM.
Černé skříňky obou letadel nebyly při explozi a požáru poškozeny. Ze záznamu je patrné, že zatímco posádka PanAmu viděla přistávací světla letounu KLM 9 sekund před srážkou a cca o dvě sekundy později zjistila, že se letoun pohybuje směrem k nim, zahlédl kapitán van Zanten obrys letounu PanAm v mlze asi 2 sekundy předtím.

### Záznam z černých skříněk
Toto je překlad oficiálního přepisu záznamů z černých skříněk obou letadel. Komunikace vysílačkou s dispečerem je vyznačena tučně.
| 17:05:53                | dispečer Tenerife vydává ATC povolení pro KLM                                     | ... po vzletu obrátka vpravo, dále kurzem 040 než se dostanete na kurs 335 VOR Las Palmas. |
| 17:06:07.39             | KLM (kapitán)                                                                     | Jo!                                                                                        |
| 17:06:09.0              | KLM (2. pilot)                                                                    | Rozumím pane, (opakuje pokyny) a chystáme se ke startu.                                    |
| 17:06:12.0              | KLM (kapitán)                                                                     | Jdeme na to.                                                                               |
| 17:06:20.08             | dispečer Tenerife                                                                 | OK. Připravte se ke vzletu. Dám vám pokyn.                                                 |
| 17:06:20.3              | PanAm (2. pilot)                                                                  | Stále ještě pojíždíme po ranveji, Clipper 1736.                                            |
| 17:06:19.39-17:06:23.19 | Předchozí dvě relace zazněly současně a v kokpitu KLM zněly jen jako "OK" a šum   | Předchozí dvě relace zazněly současně a v kokpitu KLM zněly jen jako "OK" a šum            |
| 17:06:25.6              | dispečer Tenerife                                                                 | Rozumím, Papa Alfa 1736, potvrďte jakmile opustíte plochu.                                 |
| 17:06:29.6              | PanAm (2. pilot)                                                                  | ОК, potvrdím, jakmile ji opustíme.                                                         |
| 17:06:31.93             | dispečer Tenerife                                                                 | Děkuji.                                                                                    |
| 17:06:32.1              | PanAm (kapitán)                                                                   | Vypadněme odsud...                                                                         |
| 17:06:32.43             | KLM (palubní inženýr)                                                             | Takže ještě nevypadli?                                                                     |
| 17:06:34.1              | KLM (kapitán)                                                                     | Co říkáš?                                                                                  |
| 17:06:34.1              | KLM (?)                                                                           | Jo.                                                                                        |
| 17:06:34.7              | KLM (palubní inženýr)                                                             | Už ten PanAm opustil plochu?                                                               |
| 17:06:34.9              | PanAm (2. pilot)                                                                  | Je pěkně nedočkavý, co...                                                                  |
| 17:06:35.7              | KLM (kapitán)                                                                     | Jasně.                                                                                     |
| 17:06:36.2              | PanAm (palubní inženýr)                                                           | Napřed nás hodinu a půl zdrží a teď nás bude honit.                                        |
| 17:06:38.4              | PanAm (2. pilot)                                                                  | Jo...                                                                                      |
| 17:06:39.8              | PanAm (palubní inženýr)                                                           | Ten má naspěch...                                                                          |
| 17:06:40.0              | Kapitán PanAm vidí na vzdálenost cca 700 metrů přibližující se světla Boeingu KLM | Kapitán PanAm vidí na vzdálenost cca 700 metrů přibližující se světla Boeingu KLM          |
| 17:06:41                | PanAm (kapitán)                                                                   | Přibližuje se! Sleduj! Ten idiot jede na nás!                                              |
| 17:06:41                | PanAm (2. pilot)                                                                  | Jeď pryč! Jeď! Jeď!                                                                        |
| 17:06.43.49             | KLM (2. pilot)                                                                    | V jedna. *)                                                                                |
| 17:06:44                | KLM zvedá přední podvozek, letadla se dostala na dohled                           | KLM zvedá přední podvozek, letadla se dostala na dohled                                    |
| 17:06:47.44             | KLM (kapitán)                                                                     | (výkřik)                                                                                   |
| 17:06:50.0              | zvuk kolize                                                                       | zvuk kolize                                                                                |

*) 300 km/h – rychlost V1 Letadlo dostává rychlost dostatečnou pro vzlet a již musí vzlétnout – nemá prostor pro zabrzdění na vzletové dráze, ne vždy se rovná 300 km/h

### Následné reformy v letectví
Jako každá podobná nehoda vedla i tato k dalším reformám včetně zlepšení komunikace mezi posádkami letů a pracovišti řízení letového provozu. Závěrečné vyšetřovací zprávy mj. doporučily zavést všeobecně povinnou komunikaci v angličtině, kterou pracovníci dispečinků i piloti musí dobře ovládat. Také doporučily vyhnout se používání slova „vzlet“ („take-off“) při předávání povolení ATC (povolené letové dráhy).
Tragédie urychlila vývoj a zavádění speciálního radarového zařízení, které dokáže monitorovat a přehledně zobrazovat pohyby všech strojů na všech drahách letiště a s předstihem předvídavě upozorňovat i na teoretická ohrožení a kolizní situace bez ohledu na sníženou viditelnost.

## Média
Neštěstí se věnují díly dokumentárních sérií Letecké katastrofy a Vteřiny před katastrofou.